# Lauren Boebert
Lauren Opal Boebert (/ ˈboʊbərt / BOH-bərt; nascida Roberts, 15 de dezembro de 1986) é uma política americana, empresária e ativista pelos direitos das armas. Membro do Partido Republicano, ela serviu como representante dos Partido Republicano no 3º distrito congressional do Colorado desde 2021.
Boebert é dona do Shooters Grill, um restaurante em Rifle, Colorado, onde os funcionários são incentivados a portar armas abertamente. Ela concorreu como republicana pelo 3º distrito congressional do Colorado em 2020; Boebert derrotou o representante em exercício dos EUA, Scott Tipton, nas eleições primárias e o candidato democrata, a ex-deputada estadual Diane Mitsch Bush, nas eleições gerais.

## Início da vida e carreira de negócios
Boebert nasceu em Altamonte Springs, Flórida, em 15 de dezembro de 1986. Quando ela tinha 12 anos, ela e sua família se mudaram para o bairro de Montbello em Denver e mais tarde para Aurora, Colorado, antes de se estabelecer em Rifle, Colorado, em 2003.
Boebert disse que ela "cresceu em um lar democrata" e que sua mãe recebeu assistência social em Denver. Em 2001, quando Boebert tinha 14 anos, sua mãe se registrou como republicana. Boebert credita a seu primeiro emprego em um restaurante McDonald's a mudança de sua visão sobre a necessidade de assistência governamental.
Boebert largou o colégio durante seu último ano (ela teria se formado em 2004) porque teve um filho e conseguiu um emprego como gerente assistente em um McDonald's em Rifle. Mais tarde, ela conseguiu um emprego para uma empresa de perfuração de gás natural e depois se tornou uma pipeliner, membro de uma equipe que constrói e mantém oleodutos e estações de bombeamento. Ela ganhou o certificado GED em 2020, cerca de um mês antes de sua primeira eleição primária.